# Красна Гора (Тверська область)
Красна Гора (рос. Красная Гора) — село в Калінінському районі Тверської області Російської Федерації.
Населення становить 594 особи. Входить до складу муніципального утворення Красногорське сільське поселення.

## Історія
Від 2005 року входить до складу муніципального утворення Красногорське сільське поселення.

## Населення
| 1859 | 1886 | 1997 | 2002 | 2010 |
| ---- | ---- | ---- | ---- | ---- |
| 112  | ↗127 | ↗591 | ↘542 | ↗594 |